# Mr. Mention
| Recensione | Giudizio |
| ---------- | -------- |
| AllMusic   |          |

Mr. Mention è il secondo album in studio del cantante dancehall Buju Banton, pubblicato nel 1992. Quando Buju firmò il contratto con Mercury Records nel 1993, PolyGram acquistò i diritti dell'album e lo ri-pubblicò con tre tracce in meno e con un adesivo circa i contenuti espliciti dell'album sulla copertina dello stesso.

## Tracce
1. Batty Rider – 3:54
2. Love How the Gal-Dem Flex – 3:38
3. Love Black Woman – 3:36
4. Look How You Sweet – 3:29
5. Woman No Fret – 3:40
6. Have to Get You Tonight – 3:13
7. Dickie – 3:36
8. Love Me Brownin' – 3:44
9. Buju Movin' – 3:40
10. Who Say – 3:55 – con Beres Hammond
11. The Grudge – 3:23 – [2]
12. How the World a Run – 3:55
13. Buju Love You to the Max – 3:38 – [2]
14. Man Fe Dead – 3:54 – [2]
15. Bonafide Love – 4:00 – con Wayne Wonder

## Curiosità
La canzone "Batty Rider" è contenuta nella colonna sonora del videogioco Grand Theft Auto: San Andreas sulla stazione radio della finzione del gioco K-Jah West.